# Alfauir
Alfauir là một đô thị ở comarca Safor cộng đồng Valencia, Tây Ban Nha. Đô thị này có diện tích 6,22 km², dân số thời điểm năm 2006 là 413 người.